# Netviewer
Netviewer ist eine Software für Videokonferenzen und Screen-Sharing für den Unternehmenseinsatz. Hersteller ist das Unternehmen Netviewer AG aus Karlsruhe. Im Jahr 2009 hatte das Unternehmen mehr als 15.000 Kunden in 55 Ländern. Im April 2011 wurde die Software eingestellt; das Unternehmen möchte nur noch die von Citrix stammenden Produkte GoToMeeting und GoToAssist anbieten.

## Geschichte
Netviewer wurde von Andreas Schweinbenz gegründet. Die Software erschien erstmals 2001 und wird in verschiedenen Varianten für Windows-Betriebssysteme angeboten. 
In mehr als 16.000 Unternehmen und Behörden weltweit wurde zeitweise die Software für den Online-Support eigener Mitarbeiter und die Kommunikation mit Kunden eingesetzt. Im Bereich der Webkonferenzen war Netviewer Marktführer in Europa. Netviewer wird auch als webbasierter Service (Software as a Service) angeboten. Netviewer wurde am 15. Februar 2011 von Citrix Online übernommen.

## Netviewer-Produkte
Das Netviewer-Produktportfolio umfasste fünf Produkte.

### Netviewer Meet
Netviewer Meet ist eine Software-Lösung für Online-Meetings, Webkonferenzen und Online-Trainings. Es können bis zu 100 Teilnehmer gleichzeitig an einer Sitzung teilnehmen. Der Moderator der Sitzung kann dabei seinen Bildschirminhalt oder ausgewählte Programme den anderen Teilnehmern zeigen und so beispielsweise Präsentationen vorführen. Über Video, VoIP und Chat können die Teilnehmer miteinander kommunizieren.
Das Programm wird sowohl als Freeware für den privaten Gebrauch, als auch über ein Lizenzmodell (Einzel- und Teamlizenz) für die kommerzielle Nutzung angeboten.

### Netviewer Support
Netviewer Support ist eine Software-Lösung für Online-Support und Fernwartung von PCs. An einer Sitzung können jeweils der Supporter (Initiator der Sitzung) und ein Teilnehmer teilnehmen. Der Supporter hat die Möglichkeit, auf den PC des Teilnehmers zu schauen und nach dessen Zustimmung, die Fernsteuerung zu übernehmen. Über Video, VoIP und Chat können die Sitzungspartner miteinander kommunizieren. 
Das Programm wird über ein Lizenzmodell (Einzel- und Teamlizenz) für die kommerzielle Nutzung angeboten.

### Netviewer Admin
Netviewer Admin ermöglicht die Fernwartung von PCs, Servern und anderen rechnergesteuerten Maschinen. Auf dem Zielrechner wird das Hostprogramm installiert und der Administrator greift mithilfe des Masterprogramms auf diesen Rechner zu, je nach Einstellungen nach Bestätigung durch den Benutzer oder ohne dass der Zugriff von jemandem bestätigt werden muss. Außerdem bietet das Programm u. a. eine Hostverwaltung und ein Systemdiagnosetool.

### Netviewer Present
Einsatzgebiete von Netviewer Present sind Online-Events, Kongresse und Webinare. Mit der browserbasierten Software lassen sich Events live im Internet übertragen und direkt in Webseiten integrieren. Mit der Chat-Funktion können Zuschauer Fragen oder Anmerkungen direkt an den Moderator richten.

### Netviewer Server
Der hauseigene Netviewer Server bietet eine Alternative zum SaaS-Modell und ermöglicht den Betrieb der Netviewer-Clients über das eigene Firmennetzwerk und kann sowohl interne Sitzungen abwickeln als auch externe über das Internet. Unternehmen, die sich für diese Lösung entscheiden, haben häufig spezielle Sicherheitsanforderungen und wollen alle Softwarekomponenten des Kommunikationskanals in ihrer Hand wissen.

## Technik
Die Netviewer-Technik, die eine Sitzung zwischen zwei oder mehr Computern ermöglicht, basiert auf dem anwenderkontrollierten Austausch von System-, Bild- und Tondaten unter den teilnehmenden Computern. Dieser Datenaustausch erfolgt mithilfe der Netviewer-Clients über die Netviewer-Server. 
Die Netviewer-Client-Anwendungen bestehen aus jeweils zwei Programmen. Eines wird auf dem Computer des Sitzungsinitiators gestartet und das zweite auf den Computern der Sitzungsteilnehmer. Diese Programme kontaktieren die Netviewer-Server. Im Falle der Netviewer Admin wird das zweite Programm auf dem zu administrierenden Rechner installiert und steht in ständigem Kontakt mit den Netviewer-Servern. Die Netviewer-Server authentifizieren die Client-Programme und verbinden diese anhand einer zufälligen und einmaligen neunstelligen Sitzungsnummer miteinander oder, im Falle der Netviewer Admin, mittels eines mindestens achtstelligen Schlüsselsatzes. Sobald die Verbindung hergestellt wurde und die Clients miteinander kommunizieren, können die Sitzungsteilnehmer, je nach Produktvariante, gemeinsam einen gewählten Bildschirm betrachten und Dokumente bearbeiten, Textnachrichten und Dateien austauschen, andere Rechner fernsteuern und Dateisysteme verwalten etc.

## Sicherheit
Netviewer gewährleistet die Sicherheit der Kommunikationskanäle und der übermittelten Daten durch unterschiedliche Verschlüsselungsverfahren und Sicherheitsmechanismen.

### Verschlüsselungsverfahren am Beispiel von Netviewer Meet und Support
Der Verbindungsaufbau zwischen den Clients über die Netviewer-Server wird durch die SSL/TLS- oder ECC-Verschlüsselung geschützt und somit sind Anmeldedaten wie Benutzername, Passwort, Sitzungsnummer und Sitzungspasswort für Außenstehende nicht einsehbar.

### Sicherheitsmechanismen von Netviewer Meet
Weiterhin bietet Netviewer verschiedene technologie- und prozessgestützte Sicherheitsmechanismen:
- Der Anwender kann vor dem Sitzungsaufbau die Authentizität der Netviewer-Software prüfen. Die Software ist mit einem von der unabhängigen Zertifizierungsstelle VeriSign ausgestellten Zertifikat signiert.

- Beim Starten des Moderatorprogramms muss sich der Moderator mit seiner E-Mail-Adresse und seinem selbst gewählten Passwort authentifizieren. Nach der erfolgreichen Authentifizierung wird eine einmalige neunstellige Sitzungsnummer durch die Netviewer-Server generiert und zum Moderatorprogramm übermittelt. Diese Nummer wird telefonisch oder per E-Mail an die Teilnehmer übermittelt.

- Es kann ein Sitzungspasswort verwendet werden. Damit gelangen nur eingeweihte Teilnehmer in die Sitzung.

- Der Moderator kann einzelne Teilnehmer aus der Sitzung entfernen.

- Der Moderator kann die Sitzung für weitere Teilnehmer sperren.

### Schutz der Privatsphäre
Die Privatsphäre der Sitzungspartner und der Schutz persönlicher Daten sind während einer Netviewer-Sitzung durch verschiedene Funktionen und Einstellungen geschützt: 
- Keinem Sitzungsteilnehmer ist es möglich, das Fernsteuerungsrecht für den Computer eines Sitzungspartners ohne dessen Zustimmung zu erlangen.

- Die Sitzungspartner müssen jegliche Veränderung des Status ihres Computers (Wechsel der Blickrichtung, Fernsteuerung, Dateitransfer) explizit erlauben. Erst nach der Freigabe ist ein anderer Sitzungspartner imstande, den Computer fernzusteuern oder andere Aktionen durchzuführen.

- Applikationen oder Dateien, die nicht an die Sitzungspartner übertragen werden sollen, können explizit ausgewählt werden. So ist es beispielsweise möglich, den Desktop oder die Taskleiste zu verbergen. Nicht freigegebene Applikationen und Bildschirmelemente können nicht über die Fernsteuerung bedient werden.

- Der Sitzungspartner, der seinen Bildschirm zeigt, kann die Bildschirmübertragung unterbrechen und ein Standbild übertragen, um während der Sitzung vertrauliche Daten oder Applikationen zu bearbeiten (Pause-Funktion der Monitor-Schublade).

- Mit der Sicherheitstaste (standardmäßig F11) wird dem Sitzungspartner mit sofortiger Wirkung das Fernsteuerungsrecht entzogen.

## Software as a Service oder eigener Serverbetrieb
Grundsätzlich bietet Netviewer zwei Möglichkeiten, die Software zu betreiben: Über das Modell Software as a Service (SaaS) oder den Betrieb der Software über einen eigenen Netviewer-Server.

### SaaS
Die Netviewer-Client-Programme werden innerhalb einer Organisation verteilt. Um eine Netviewer-Sitzung aufzubauen, kontaktieren die Client-Programme die Web-Collaboration-Server der Netviewer AG über das Internet, die alle weiteren Funktionen übernehmen. Der Vorteil von SaaS gegenüber einem eigenen Server ist klar der minimale initiale Aufwand und dass die Erstinvestition gering gehalten werden können. Als Nachteil von SaaS ist die Abhängigkeit von einer fremden Infrastruktur zu werten.

### Eigener Server
Ein hauseigener Netviewer-Server wird im eigenen Firmennetzwerk platziert. Die Netviewer-Clients kontaktieren dann nicht mehr die Web-Collaboration-Server der Netviewer AG über das Internet, sondern den firmeneigenen Netviewer-Server im eigenen Firmennetzwerk. 
Ein hauseigener Server eignet sich für Unternehmen mit hohen Sicherheitsanforderungen, speziellen Integrationsanforderungen, hohen Netviewer-Lizenzzahlen und dem Wunsch nach einer hauseigenen Serverlösung für die interne Kommunikation oder für Unternehmen, die aufgrund von Sicherheitsvorschriften ihrer Organisation zu der Einführung dieses Modells verpflichtet sind.
Ein eigener Server spart dem Unternehmen Internet-Bandbreite und holt das Thema Sicherheit in den eigenen Verantwortungsbereich, da der gesamte Datenverkehr, der innerhalb des Netzwerkes entsteht, die IT-Infrastruktur des Unternehmens nicht verlässt.
Im Falle einer redundant angelegten Netviewer-Server-Infrastruktur sind weitere Vorteile:
Ausfallsicherheit, Lastenverteilung und die Möglichkeit, die Netviewer-Clients den eigenen Anforderungen entsprechend zu konfigurieren und Integrationen durchzuführen.